# Hipocamp (anatomia)

Vista de l'hipocamp en 3D (vermell)

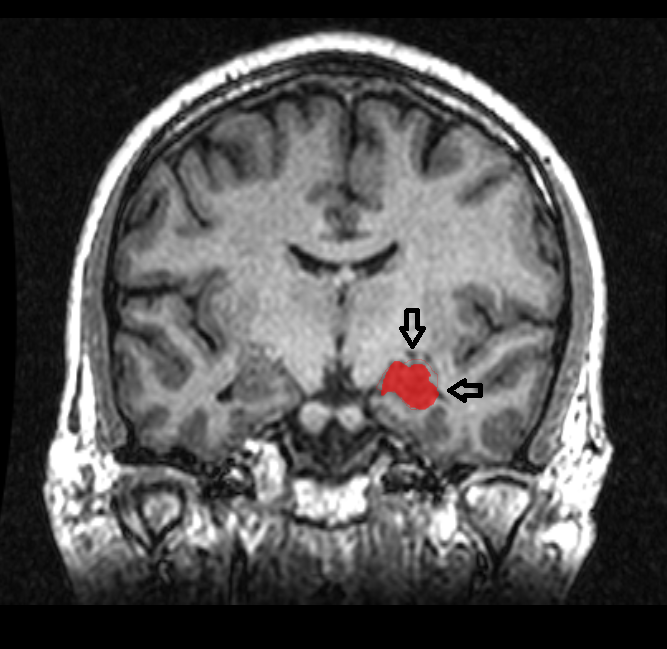
Secció coronal d'una ressonància magnètica amb l'hipocamp destacat en color vermell

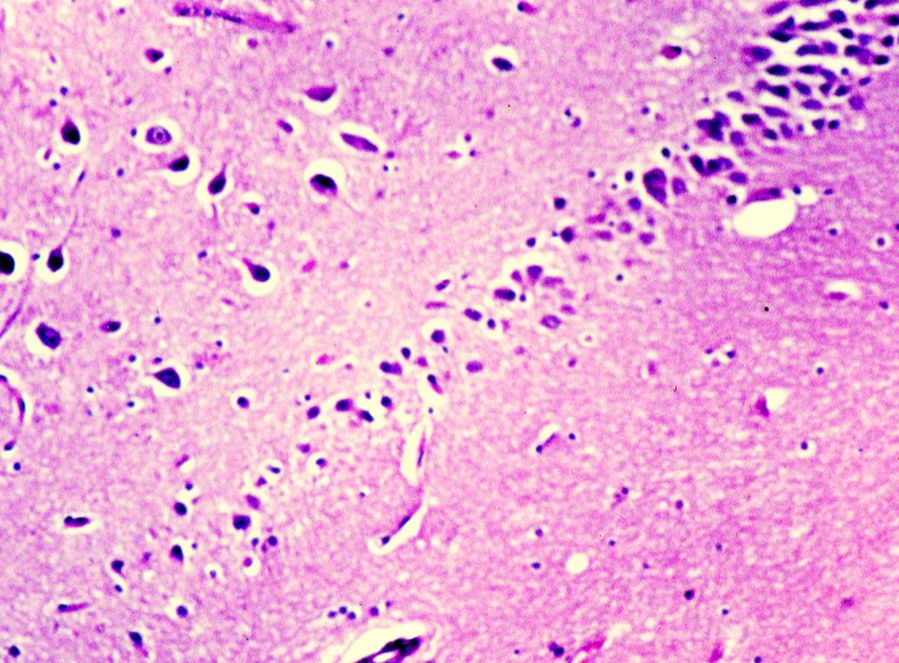
Imatge histològica de les cèl·lules del gyrus dentatus de l'hipocamp, realitzada amb un microscopi òptic a 350 augments i amb tinció d'HE

L'hipocamp és una estructura del cervell dels humans i altres vertebrats. Forma part del sistema límbic i té un rol important en la consolidació de la memòria a curt i a llarg termini, així com participa en l'orientació espacial. Té aspecte d'eminència blanca, allargada i semicircular que, amb una forma similar a la del cavall marí, ocupa la part externa del diverticle esfenoïdal de cadascun dels ventricles laterals del cervell. Se'n deriva una porció anterior, unciforme, més grossa, coneguda amb el nom de peu de l'hipocamp (pes hippocampi), que està íntimament connectada amb la circumvolució dentada. Dita porció, que constitueix l'hipocamp stricto sensu, és anomenada també hipocamp major o banya d'Amon (cornu Ammonis).
La banya d'Amon, en unió del gir dentat i el subícul, rep el nom en Neuroanatomia de 'formació hipocampal'.
Arantius (1530–1589), anatomista deixeble de Vesal, descrigué per primera vegada l'hipocamp al capítol I del seu llibre De Humano Foetu Liber (1587). L'alemany Johann Georg Duvernoy (1691-1759), va publicar l'any 1729 la primera il·lustració de l'hipocamp i de les seves estructures adjacents, acompanyada de la descripció feta per Arantius un segle i mig abans, a l'obra De Sinibus Cerebri. El terme 'banya d'Amon' aparegué a mitjans del segle xviii, fruit de la semblança apreciada per alguns autors entre l'estructura cerebral en qüestió i les banyes de boc de les representacions del déu de l'antic Egipte.

## Anatomia
En els primats la banya d'Amon i el gir dentat (gyrus dentatus o fascia dentata), corresponent a la circumvolució homònima, tenen forma de "C" i les dues estructures s'imbriquen l'una dins de l'altra adoptant un aspecte sinuós. En altres mamífers dites estructures també estan imbricades, si bé no presenten un perfil de "C". La banya d'Amon es divideix en quatre subregions: CA I, CA II, CA II i CA IV (CA= cornu Ammonis), sent la CA IV la més imbricada amb el gir dentat i la CA I la més llunyana a aquest.
Histològicament, en la banya d'Amon i el gir dentat es poden identificar tres capes:
- Capa molecular (stratum oriens).
- Capa de somes -cossos cel·lulars- neuronals (capa piramidal en la banya d'Amon i capa granular en el gir dentat).
- Capa polimòrfica.

A l'hipocamp existeixen dos tipus neuronals majoritaris:
- Neurones piramidals de la banya d'Amon. Són neurones amb un soma piramidal del que sorgeix una dendrita apical que és divideix profusament a la capa molecular i múltiples dendrites originades al pol basal. L'axó també surt del pol basal del soma i es dirigeix a la substància blanca (alveus) externa.
- Neurones granulars de la fascia dentata. Alguns autors anomenen aquestes neurones cèl·lules 'cistell', ja que totes les seves dendrites parteixen del pol apical somàtic i donen un peculiar aspecte a l'arbre dendrític quan s'interna en la capa molecular. L'axó surt del pol apical i es dirigeix cap a la banya d'Amon, on forma contactes sinàptics amb les dendrites de les neurones piramidals.

## Patologia
En la malaltia d'Alzheimer, l'hipocamp és de les primeres regions cerebrals danyades, provocant els símptomes de pèrdua de memòria i desorientació. Els danys a l'hipocamp també poden ser deguts a una manca d'oxigen, encefalitis o epilèpsia del lòbul temporal medial. Les persones amb un dany bilateral intens a l'hipocamp poden patir amnèsia anterògrada i ser incapaços de generar nous records.
Moltes malformacions produïdes durant el desenvolupament cortical del cervell originen alteracions en l'hipocamp. D'entre elles, les de patró hipoplàsic són les que comporten pitjors conseqüències.
Diversos tipus d'epilèpsia resistent als fàrmacs s'associen amb canvis escleròtics a l'hipocamp. En molts casos, s'ha observat que diferents patrons d'activitat epileptiforme, més o menys intensos, es corresponen amb determinades zones hipocampals. Alguns especialistes destaquen la importància de minimitzar la modificació operatòria de les estructures de l'hipocamp quan es realitzen procediments neuroquirúrgics en individus afectes d'epilèpsia refractària, per tal de mantenir al màxim la funció mnèsica.